# CriptoFesta
As CriptoFestas (CryptoParty em inglês) constituem um movimento grassroots mundial que tem por objetivo difundir práticas de segurança e criptografia tais como Tor, festas de assinaturas de chaves, criptografia de discos e redes virtuais privadas para o público em geral. Tem por lema Party like it's December 31st, 1983  (Festeje como se fosse 31 de dezembro de 1983).

## História

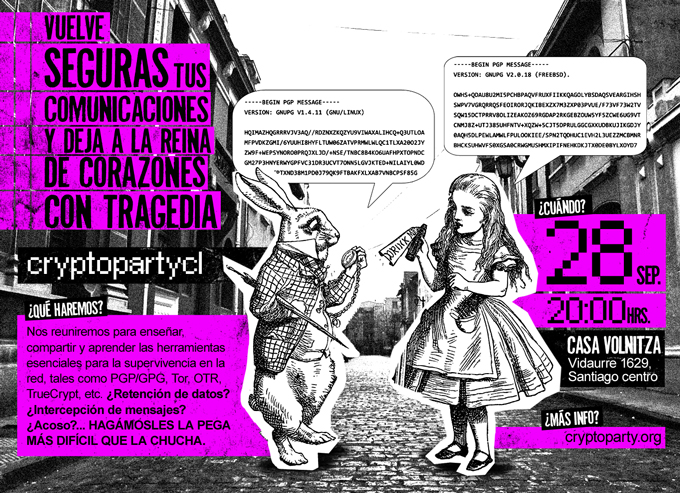
Filipeta para uma CriptoFesta em Santiago, Chile usando imagens de Alice no País das Maravilhas.

Sucessoras dos Cypherpunks dos anos 90, as CriptoFestas foram concebidas no final de agosto de 2012 por uma jornalista australiana de pseudônimo Asher Wolf em uma postagem no Twitter em resposta à aprovação do Projeto de Emenda Legislativa para o Cibercrime de 2011 que previa uma proposta de lei de retenção de dados de dois anos.
O movimento faça-você-mesmo auto-organizado imediatamente teve uma expansão viral, com cerca de uma dúzia de CriptoFestas autônomas sendo organizadas em um espaço de poucas horas em cidades por toda a Austrália além de EUA, Reino Unido e Alemanha.
Muitas outras festas foram rapidamente organizadas ou promovidas no Chile, Holanda, Havaí, Asia, etc. O uso do Tor na Austrália teve um crescimento significativo e a CriptoParty London com cerca de 130 participantes, teve que ser movida do London Hackspace para o campus da Google na East London Tech City.
No meio de outubro de 2012 cerca de 30 CriptoFestas haviam sido promovidas em todo o mundo, algumas em caráter permanente. Em Reykjavik, Bruxelas e Manila foram realizadas CriptoFestas simultaneamente em uma mesma data.

## Repercussão

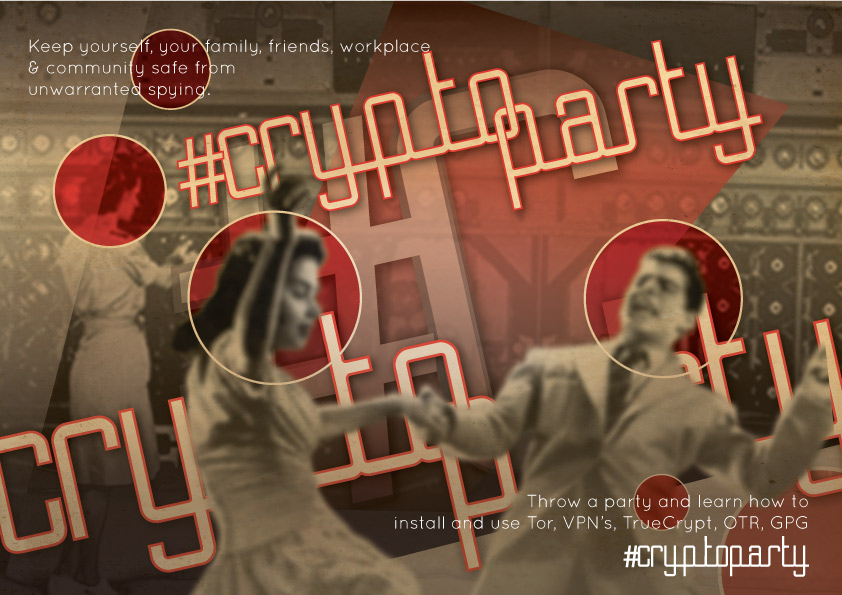
Material promocional das CriptoFestas. O computador eletromecânico ao fundo é o Bombe, usado por criptógrafos britânicos para ajudar a decifrar as mensagens criptografadas pela Enigma (alemã) durante a Segunda Guerra Mundial.

As CriptoFestas rapidamente receberam mensagens de suporte da EFF e, supostamente, do AnonyOps, assim como de Thomas A. Drake (denunciante da NSA), Heather Marsh (editora-chefe do WikiLeaks), e Quinn Norton (repórter da Wired).
Eric Hughes, o autor do A Cypherpunk's Manifesto  (Um Manifesto Cipherpunk) escrito cerca de duas décadas antes foi o responsável pela palestra principal, Putting the Personal Back in Personal Computers (Pondo o Pessoal de volta nos Computadores Pessoais), na CriptoFesta de Amsterdam em 27 de setembro de 2012.
Marcin de Kaminski, membro fundador do Piratbyrån que, por sua vez, fundou o The Pirate Bay, considera as CriptoFestas o mais importante projeto civil de criptografia da atualidade.
Cory Doctorow descreveu as CriptoFestas como "uma reunião Tupperware para se aprender criptografia." Já o Der Spiegel fez referência às CriptoFestas em dezembro de 2014 no surgimento dos vazamentos de Edward Snowden em um artigo sobre a NSA.

## Manual
A primeira versão, com 442 páginas, do CryptoParty Handbook (Manual da CriptoFesta, cujas cópias impressas estão disponíveis para venda) foi produzido em três dias usando a técnica de Book sprint e distribuído sob uma licença CC-BY-SA em 3 de outubro de 2012 e já sofreu diversas revisões.

## Edward Snowden
Em 11 de dezembro de 2012 Edward Snowden, então empregado da Dell alocado para a NSA, organizou, junto com Runa Sandvik, uma CriptoFesta em um pequeno hackerspace em Honolulu no Havaí. Para organizá-la usou o mesmo endereço de email - cincinnatus (.a.) lavabit.com - que usaria, 4 dias depois, ao fazer os primeiros contatos com Glenn Greenwald para divulgar dezenas de milhares de documentos secretos do governo dos EUA.
Durante esta CriptoFesta, Snowden e Sandvik ensinaram cerca de 20 pessoas como criptografar seus discos rígidos e como navegar anonimamente na internet. O evento foi filmado pela então namorada de Snowden mas o vídeo nunca foi disponibilizado na web. Em um relatório pós evento relativo à CriptoFesta, Snowden concluiu que o evento teria sido "um grande sucesso".